# Condado de Jasper (Misisipi)
El condado de Jasper (en inglés: Jasper County), fundado en 1833, es un condado del estado estadounidense de Misisipi. En el año 2000 tenía una población de 18.149 habitantes con una densidad poblacional de 10 personas por km². Las sedes del condado son Bay Springs y Paulding.

## Geografía
Según la Oficina del Censo, el condado tiene un área total de 1753 km² (676,8 mi²), de la cual 1751 km² (676,1 mi²) es tierra y 2 km² (0,8 mi²) es agua.

## Demografía
En fecha censo de 2000, había 18.149 personas, 6.708 hogares, y 4.957 familias que residían en el condado.
En el 2000 la renta per cápita promedia del condado era de $ 24,441 y el ingreso promedio para una familia era de $29,951. El ingreso per cápita para el condado era de $12,889. En 2000 los hombres tenían un ingreso per cápita de $27,183 frente a $17,260 para las mujeres. Alrededor del 22.70% de la población estaba bajo el umbral de pobreza nacional.

## Condados adyacentes
- Condado de Newton (norte)
- Condado de Clarke (este)
- Condado de Wayne (sureste)
- Condado de Jones (sur)
- Condado de Smith (oeste)

## Localidades
Ciudades
- Bay Springs

Pueblos
- Heidelberg
- Louin
- Montrose

Áreas no incorporadas
- Baxter
- Garlandville
- Moss
- Paulding
- Rose Hill
- Stringer
- Vossburg

## Principales carreteras
- Interestatal 59
- U.S. Highway 11
- Carretera 15
- Carretera 18